# Station Jim

Station Jim (ou L'Inconnue du Val-Perdu) est un téléfilm britannique réalisé par John Roberts en 2001.

## Synopsis
Un jeune homme tente de sauver, avec l'aide de son chien et de sa fiancée, l'orphelinat où il a grandi.

## Fiche technique
- Titre : Station Jim
- Titre original : Station Jim
- Réalisateur : John Roberts
- Durée : 90 min
- Diffusé pour la première fois le 30 décembre 2001

## Distribution
- George Cole : Stationmaster Pope
- Charlie Creed-Miles : Bob Gregson
- Martin Savage : Stanley
- John Thomson (en) : Harold
- Harry Peacock : George
- Laura Fraser : Harriet Collins
- Celia Imrie : Miss Grazier
- Frank Finlay : Riorden Senior
- David Haig : Riorden Junior
- David Ross : Chambers
- David Bradley : Elliot
- Nadia Sawalha : Rosa
- Stanley Townsend (en) : Matapan
- Prunella Scales : Reine Victoria
- Timothy West : Sir Christopher Ellis
- Graham Seed : Secrétaire de la Reine Victoria
- Thomas Sangster : Henry
- James Ward : Charlie
- Millie Findlay : Alice
- Eric Byrne : Tommy
- Francesca Martin : Polly
- Roy Smiles : Villageois coléreux
- Tim Faraday : Villageois coléreux
- Nick Bartlett : Villageois coléreux
- Tom Hayes : Conducteur de train
- Jonathan Stratt : Pompier
- Vicki Pepperdine : Infirmière
- Louis Gill : Orphelin
- Max Gill : Orphelin
- Nina Landale : Mary
- Michael Jibson : Garçon télégraphiste